# Сорокіна Ганна Іванівна
Ганна Іванівна Сорокіна (7 жовтня 1924, село Великий Мартин, Воронезька губернія — 20 лютого 1998) — Герой Соціалістичної Праці, доярка радгоспу № 44.

## Біографія
Народилася 7 жовтня 1924 року в селі Великий Мартин (нині — Панінського району Воронезької області).
У 1941—1979 роках — доярка радгоспу № 44. Протягом усіх років роботи займала одне з провідних місць у соціалістичному змаганні доярок радгоспу і Панінського району. За час роботи дояркою надоїла 1678310 кг молока.
За досягнуті успіхи у розвитку тваринництва та збільшення виробництва молока Сорокіній Ганні Іванівні Указом Президії Верховної Ради СРСР від 22 березня 1966 року присвоєно звання Героя Соціалістичної Праці з врученням ордена Леніна і золотої медалі «Серп і Молот».
У 1979 році працювала обліковцем по продуктивності тварин радгоспу «Перемога Жовтня» Панінського району. З кінця 1979 року — на пенсії. Померла 20 лютого 1998 року. Похована в рідному селі.
Нагороджена 2 орденами Леніна, орденом Жовтневої Революції, медалями.